# Barakacity

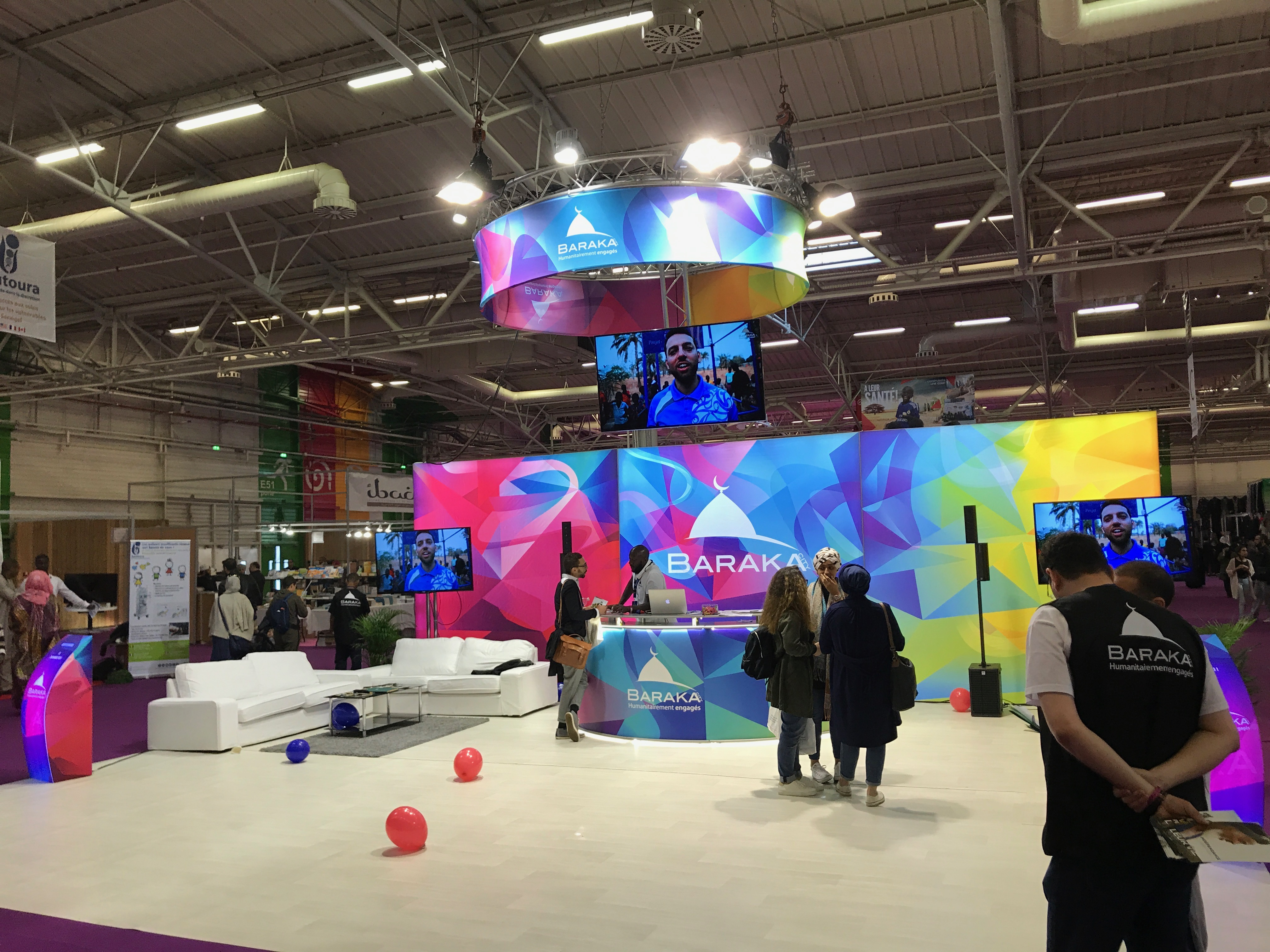
Stand de BarakaCity lors de la 34e Rencontre annuelle des musulmans de France en 2017.

BarakaCity est une ONG internationale musulmane de droit français ayant existé de 2008 à 2020.
Fondée par Idriss Yemmou Sihamedi, l'association vient en aide aux populations musulmanes démunies dans plusieurs pays du monde.
L'association, controversée en raison d'accusations de proximité avec l'islamisme radical et le terrorisme des milieux salafistes, est dissoute en 2020 par décret du président de la République pris après avis du Conseil des ministres.
À compter du 31 mai 2022, ses actifs, ainsi que ceux de la société Barakacity Limited qui lui est liée et ceux de son fondateur, Idriss Yemmou Sihamedi, ont fait l'objet d'une mesure de gel en France sur le fondement de l'article L. 562-2 du code monétaire et financier,,.

## Objectifs
BarakaCity se définissait comme une « association humanitaire et de bienfaisance basée sur les valeurs islamiques, qui a pour vocation d'aider les populations les plus démunies en France et à l’international par des opérations humanitaires de développement et d’aides sociales en France et dans le monde et participe aussi à l’élaboration de projet de développement durable, mener des recherches et des actions visant à prévenir et faire cesser les atteintes graves à l’ensemble des droits énoncés dans la déclaration universelle des droits de l’homme et dans d’autres textes internationaux relatifs aux droits humains. »,. Elle a été jugée comme étant proche des milieux salafistes,,. 
BarakaCity intervenait dans plusieurs domaines, notamment l'urgence alimentaire, les crises sanitaires et urgences médicales, les problèmes liés à l’eau (constructions de puits, assainissement, réparations...), la prise en charge de réfugiés, la reconstruction et réhabilitation de bâtiments et d’infrastructures (hôpitaux, écoles...), la mise en place des projets durables (agriculture, élevage, industries…). Elle intervenait également sur le terrain politique, en lançant des campagnes de sensibilisation sur la situation de populations musulmanes dans certains pays,,.

## Histoire
En 2008, Idriss Sihamedi décide de lancer, avec des amis de Soisy-sous-Montmorency, une association humanitaire dont les actions sont initialement à l'échelle régionale en Île-de-France. Deux ans plus tard, en septembre 2010, BarakaCity devient une Organisation non gouvernementale internationale avec comme objectif, affirme-t-il, d'« aider les populations les plus démunies autour de valeurs humaines et islamiques, avec l’agrément d’Allah »,. En 2011, l'organisation s'installe à Courcouronnes. En 2012, l'organisation lance une campagne L’eau c’est la vie pour le Togo, qui est un succès. 
D'autres campagnes d'aide humanitaire suivent, pour Gaza en Palestine, le Bangladesh, la République centrafricaine, la Syrie, etc. En 2014, elle lance une campagne de sensibilisation sur les persécutions contre les musulmans en Birmanie et contre un épisode d'une émission de M6, Pékin Express, prévu dans ce pays. C'est un autre succès de communication : les sponsors lâchent l'émission,. 

### Financement
Rabha Attaf, reporter, spécialiste du Maghreb et du Moyen-Orient, avance que BarakaCity ferait du « charity-business ». S'appuyant sur le bilan 2013 de l'association, qui montre un peu plus de 3 000 000 € de recettes et un « bénéfice » de 1 900 000 €, elle avance en comparaison que « les ONG sérieuses dépensent en général 85 % de leur budget ».
Selon Charlie Hebdo, les fonds de l'association sont « considérables » : elle aurait reçu, depuis 2013, 16 millions d’euros. Parmi ses soutiens financiers, le journal note des footballeurs de la Ligue 1 mais également les rappeurs Rohff ou La Fouine.

### Affaire judiciaire
Le texte peut changer fréquemment, n’est peut-être pas à jour et peut manquer de recul. 
Le titre et la description de l'acte concerné reposent sur la qualification juridique retenue lors de la rédaction de l'article et peuvent évoluer en même temps que celle-ci.
En août 2014, deux banques françaises, la Société générale et le CIC, ferment les comptes bancaires de l’ONG, sans explication. 
En février 2015, les locaux de BarakaCity à Courcouronnes sont perquisitionnés par la police,. Le domicile d'un ancien salarié est perquisitionné en novembre de la même année. C'est la proximité de l'organisation avec les milieux salafistes qui explique cette dernière opération,. Le 30 mai de la même année, un incendie éclate au siège de l'organisation sans faire de victimes.
Une nouvelle perquisition a eu lieu le 26 décembre 2015 dans le cadre de l’état d’urgence. Dans un document de source policière que s’est procuré le magazine L'Obs, ses membres seraient présentés comme des « musulmans fondamentalistes », qui effectueraient « régulièrement » dans le cadre de leurs activités humanitaires des voyages en Syrie, et qui pourraient détenir dans leurs bureaux « armes et stupéfiants ».

### Affaire Moussa Ibn Yacoub
Le 22 décembre 2015, Moussa Ibn Yacoub, membre de Barakacity visite des écoles et des orphelinats au Bangladesh et s’enquiert de la situation des Rohingyas réfugiés dans ce pays. Il y est arrêté et mis en détention pour utilisation de fausse identité (son nom d’usage musulman, choisi lors de sa conversion, est différent de son état-civil) et pour « activités suspectes en lien avec le terrorisme », mais l’association laisse entendre que l’on reprocherait plutôt sa présence auprès des Rohingyas,.
L'association cherche à le faire libérer,.
Moussa Ibn Yacoub obtient une libération conditionnelle le 1er mars suivant, grâce à un pourvoi en cassation de son avocat devant la Cour suprême de Dacca, sans jugement au fond, et avec l'interdiction de sortir du territoire.

## Controverses
Le compte Facebook de l’ONG est « liké » par plus de 650 000 personnes.
Pour Bernard Godard, auteur de La Question musulmane en France, un état des lieux sans concession, BarakaCity est caractéristique de ces nouveaux acteurs de l’islam rigoriste qui « mélangent le registre humanitaire et ceux strictement religieux et purement identitaires ».
À la suite de l'attentat de Conflans-Sainte-Honorine, le ministre de l'Intérieur Gérald Darmanin a annoncé son intention de proposer sa dissolution en Conseil des ministres. La dissolution est prononcée par le président de la République après avis du Conseil des ministres par un décret du 28 octobre 2020. Cette dissolution se fonde sur les dispositions de l’article L. 212-1 du Code de la sécurité intérieure (ex-Loi du 10 janvier 1936 sur les groupes de combat et milices privées), et notamment les critères 6° (provocation à la discrimination) et 7° (provocation au terrorisme). D'après le ministre, cette association « incitait à la haine, entretenait des relations au sein de la mouvance islamiste radicale, se complaisait à justifier des actes terroristes ».
Le juge des référés du Conseil d'État confirme la dissolution, l'association décide alors de saisir la Cour européenne des droits de l'homme.

### Idriss Sihamedi
Driss Yemmou, dit Idriss Sihamedi, est le président et fondateur de l'association humanitaire Barakacity. Salafiste, il suscite la polémique à cause de l'opacité qui entoure le financement de son association, et par ses prises de position, écrivant notamment : « Je pense que la musique peut être dangereuse, la polygamie une alternative contre l'adultère et le voile un signe de pudeur. Suis-je fou ? ». Il est ainsi considéré par le journaliste Paul Conge comme un agitateur.
En décembre 2014, RTL révèle qu'il est fiché par la DGSI,.
Invité dans l'émission de télévision Le Supplément, présentée par Ali Baddou et diffusée sur Canal+ le 24 janvier 2016, il déclare que les locaux ont subi des perquisitions et pense faire l'objet d'une fiche S. Après avoir affirmé que son organisation non gouvernementale internationale aurait levé 16 millions d'euros de dons en trois ans, ses déclarations ambiguës mettent mal à l'aise l'auditoire, dont la ministre de l'Éducation nationale, Najat Vallaud-Belkacem, présente sur le plateau, car il refuse de serrer la main des femmes présentes,. Il refuse de condamner les actes de l'organisation État islamique.
Lors de la pandémie de Covid-19 de 2020, il se réjouit publiquement des mesures de distanciation sociale : c'est « la première fois de ma vie que je peux dire à une femme qui veut me serrer la main « non » dans la joie et la bonne humeur. Ça fait bizarre de voir que des choses halal deviennent normales ».
Le 3 septembre 2020, il se réjouit de la mort des journalistes lors de l'attentat contre Charlie Hebdo, précisant prier pour « augmenter à 2 000 degrés les flammes de leurs tombes ».
En octobre de la même année, les locaux de BarakaCity et le domicile d'Idriss Sihamedi font l'objet d'une perquisition. Sihamedi est interpellé et placé sous contrôle judiciaire. Il est poursuivi pour avoir harcelé sur Twitter la chroniqueuse de RMC Zohra Bitan. Il a par ailleurs, selon Charlie Hebdo, dévoilé dans une série de tweets des informations d’ordre privé au sujet de la journaliste Zineb El Rhazoui, qui a également déposé plainte,. Il est condamné en mars 2021 pour avoir qualifié Zineb El Rhazoui d'« arabe de service ». Le même mois, il est condamné à dix mois de prison avec sursis et 5 000 euros d'amende pour cyberharcèlement à l'égard de Zohra Bitan. 
En août 2021, Sihamedi fait de nouveau polémique en soutenant sur Twitter la prise de pouvoir des Talibans en Afghanistan, provoquant l'indignation, y compris venant de certaines personnalités ayant dénoncé la dissolution de son association,.
En février 2022, il est condamné en appel pour injures racistes envers la militante anti-islamisme Zineb El Rhazoui. En septembre 2022, la cour d’appel alourdit la peine prononcée à son encontre en première instance dans l'affaire Zohra Bitan à un an de prison avec sursis. Il devra également s’acquitter d’une amende de 5 000 euros, dont 2 500 euros avec sursis.